# Bogenparcours
Ein Bogenparcours ist ein Pfad durch Wald und Feld, an dem entlang Ziele für Bogenschützen aufgestellt sind.
Es gibt Parcoure mit Feldbogen-Scheiben, Tierbildauflagen und 3D-Tierattrappen. Parcoure können für Wettbewerbe genutzt werden oder (meist gegen Gebühr) als Freizeiteinrichtung für Bogenschützen. 3D-Parcoure eignen sich besonders für das Traditionelle Bogenschießen. Teilweise sind Armbrust und Compound-Bögen nicht erlaubt oder Compound auf ein Zuggewicht von 50 - 60 lbs begrenzt.
Ein Bogenparcours befindet sich in der Regel in einer ländlichen Landschaft in Wäldern und Wiesen. Auf einer festgelegten und mittels Kennzeichnung – etwa durch Schilder, Pfeile oder Fahnen – geführten Wegstrecke werden in einer vorgegebenen Reihenfolge verschiedene Ziele mit Pfeil und Bogen beschossen. Dabei können Ziele aus aufgestellten Zielscheiben (Feldbogen-Schießen) oder Tierattrappen (3D-Bogenschießen) bestehen. Die Anzahl der Ziele variiert je nach Länge des Parcours üblicherweise zwischen 20 und 40. Ja nach Können und Gruppengröße wird eine Zeit zwischen einer und fünf Stunden benötigt. Längere Bogenparcoure bieten häufig auch Rastplätze („Labe“) mit Getränken und auch Abkürzungen. Einige Parcoursbetreiber bieten mehrere Parcoure in unterschiedlichen Schwierigkeitsgraden an einem Ort an.
Als Abschusspunkt dienen farbig gekennzeichnete Pflöcke, die die verschiedenen Schussdistanzen und Schwierigkeiten abbilden. Je nach Können, Alter und Ausrüstung wählt der Bogenschütze eine für ihn passende Entfernung zum Ziel. Daraus folgend können auch Gruppen mit verschiedenen Könnensstufen und Erfahrungen gemeinsam einen Bogenparcours begehen.
Das Begehen eines Bogenparcours setzt einige Grundkenntnisse voraus, die meistens vom Betreiber vor der Begehung geschult werden. Darüber hinaus findet man an den meisten Bogenparcours auch Leihequipment vor, welches gegen eine Gebühr verwendet wird. Es besteht aus einem Bogen, Pfeile, Köcher sowie Schutzausrüstung (Handschuh, Armschutz).
Die Parcourswege führen durch verschiedene Geländeausprägungen. So müssen manchmal auch steile Anstiege, Bachüberquerungen oder längere Wanderpassagen bewältigt werden.
Die besondere Herausforderung bei der Begehung eines Bogenparcours ergibt sich aus der Aufstellung und Art der Ziele. Es gibt große und kleine Ziele in unterschiedlichen Entfernungen. Zugleich sind je nach Gelände Bergab- und Bergauf-Schüsse zu bewältigen, die den Schützen vor besondere Aufgaben stellen. Dieses wird in 3D-Parcours „jagdliches Schießen“ genannt und bildet die Jagd mit Pfeil und Bogen nach.
Grundsätzlich ist die Nutzung eines Bogenparcours das gesamte Jahr über möglich. Einige Betreiber, insbesondere im Alpenraum, bieten im Winter verkürzte Strecken an („Winterparcours“). In Einzelfällen müssen Bogenparcours auch im Winter vollständig schließen, speziell, wenn sie höher im Gebirge gelegen sind. 
Das Begehen eines Bogenparcours unterliegt verschiedenen Regeln, die grundsätzlich einzuhalten sind. Eine Begehung gegen die gekennzeichnete Richtung ist ebenso untersagt, wie das Schießen von anderen Positionen als den angegebenen Abschusspunkten. Ebenso ist ausnahmslos jeder Bogenschütze für seinen Schuss verantwortlich. Er muss sich davon überzeugen, dass sein Schuss niemanden gefährdet. Parcoursregeln hängen zu Beginn des Parcours aus und müssen berücksichtigt werden.
Um seine Leistungen zu überprüfen oder sich mit anderen Schützen zu messen, gibt es vorgegebene Zählweisen. In der Regel sind in einem 3D-Parcours maximal drei Pfeile zu schießen, wobei der erste Treffer die Punkte ergibt. Nach einem Treffer darf kein weiterer Pfeil geschossen werden.

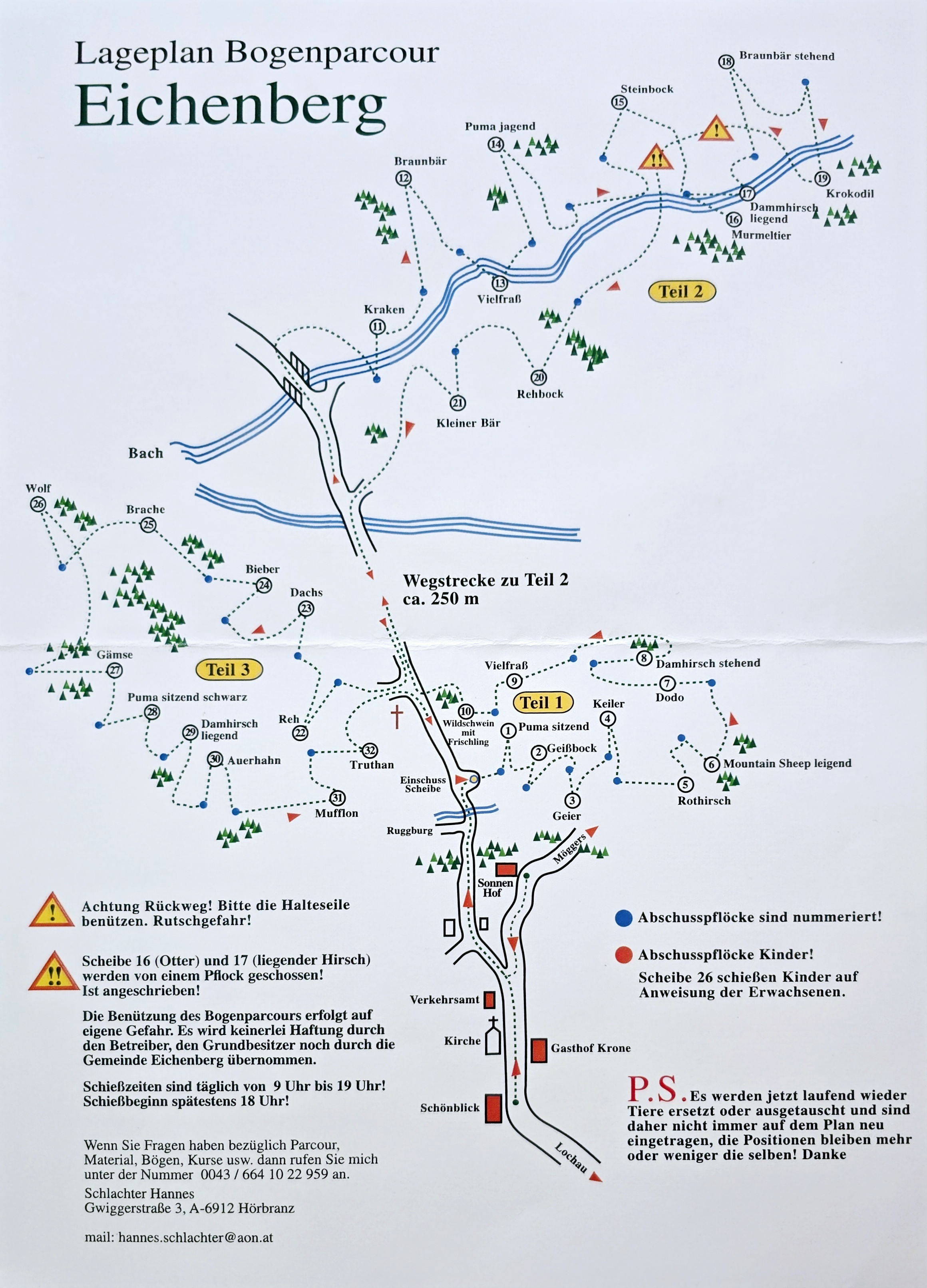
Beispiel für einen Parcoursplan
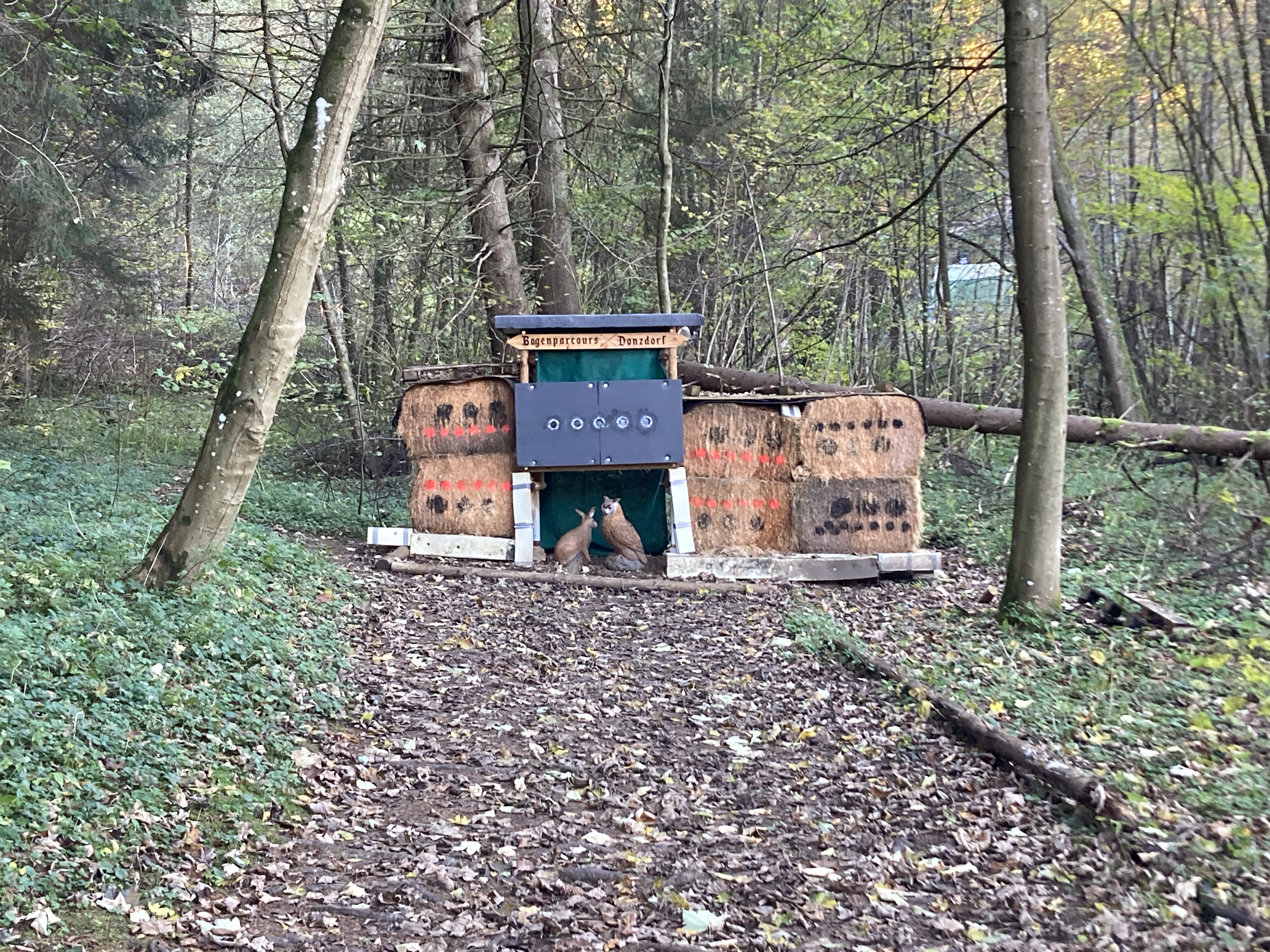
Beispiel für einen Einschießplatz
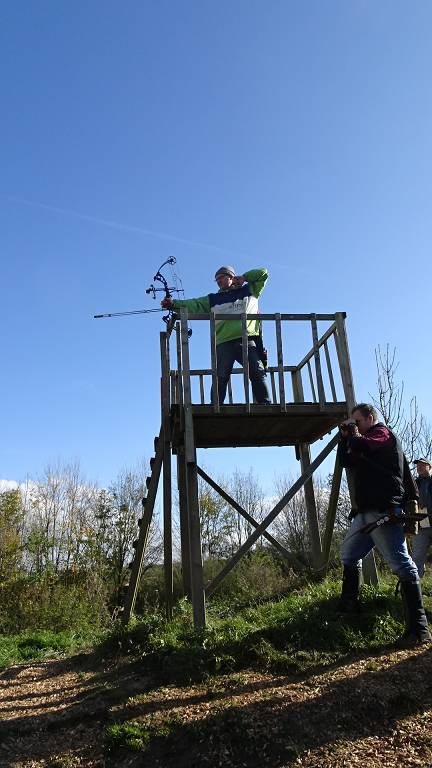
Podest als Abschussstelle
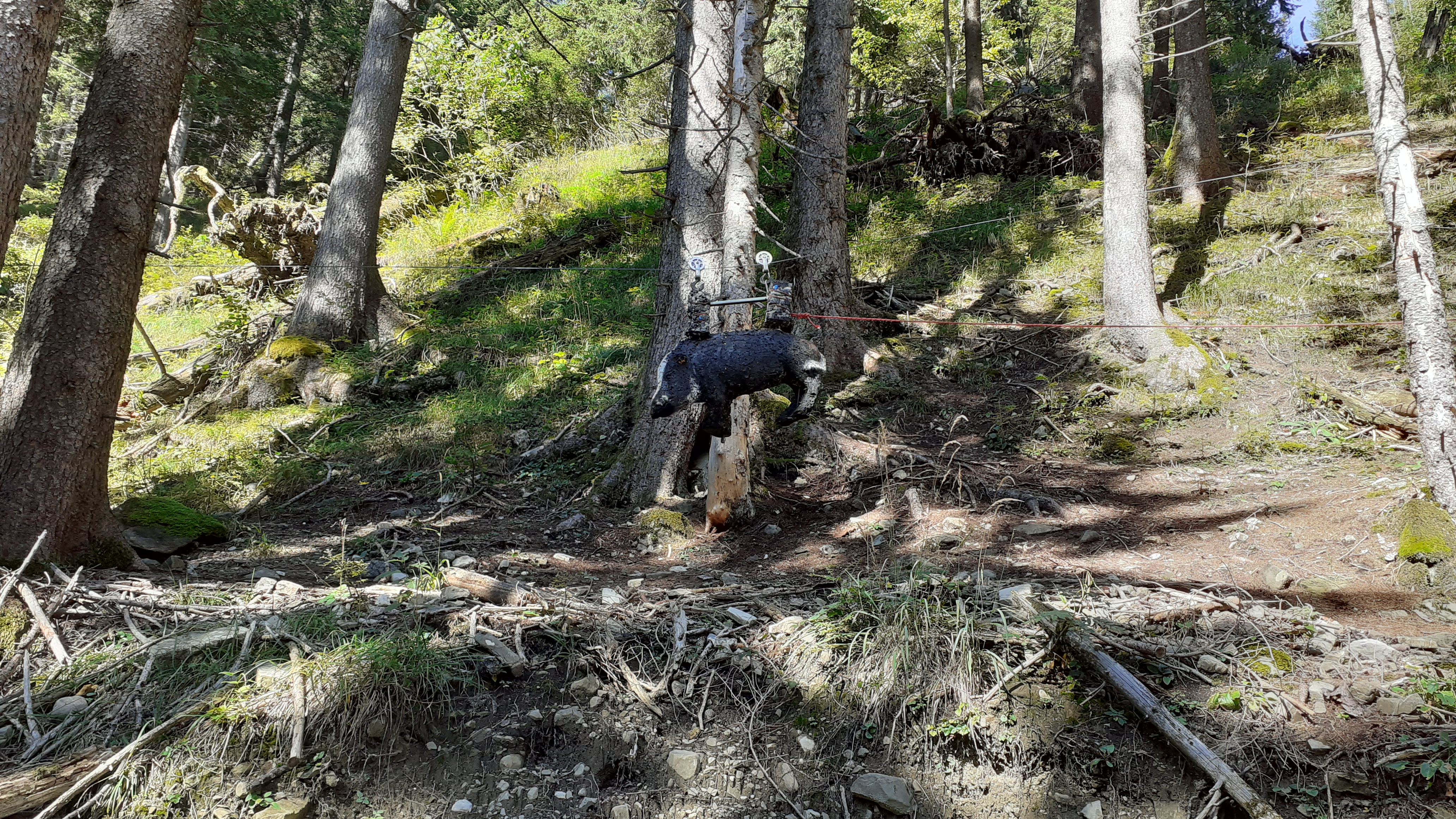
Bewegliches Ziel
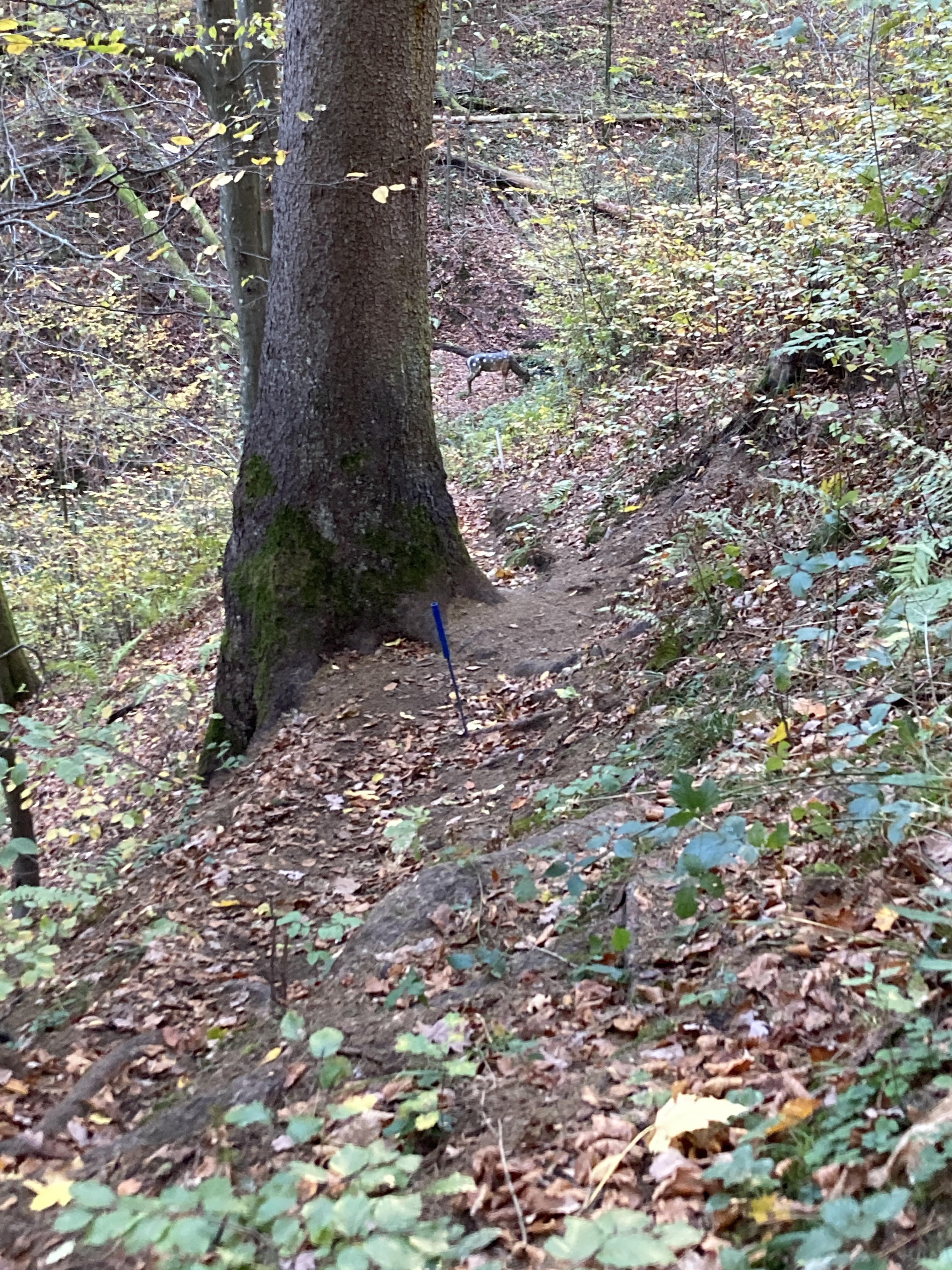
Steilschuss bergab
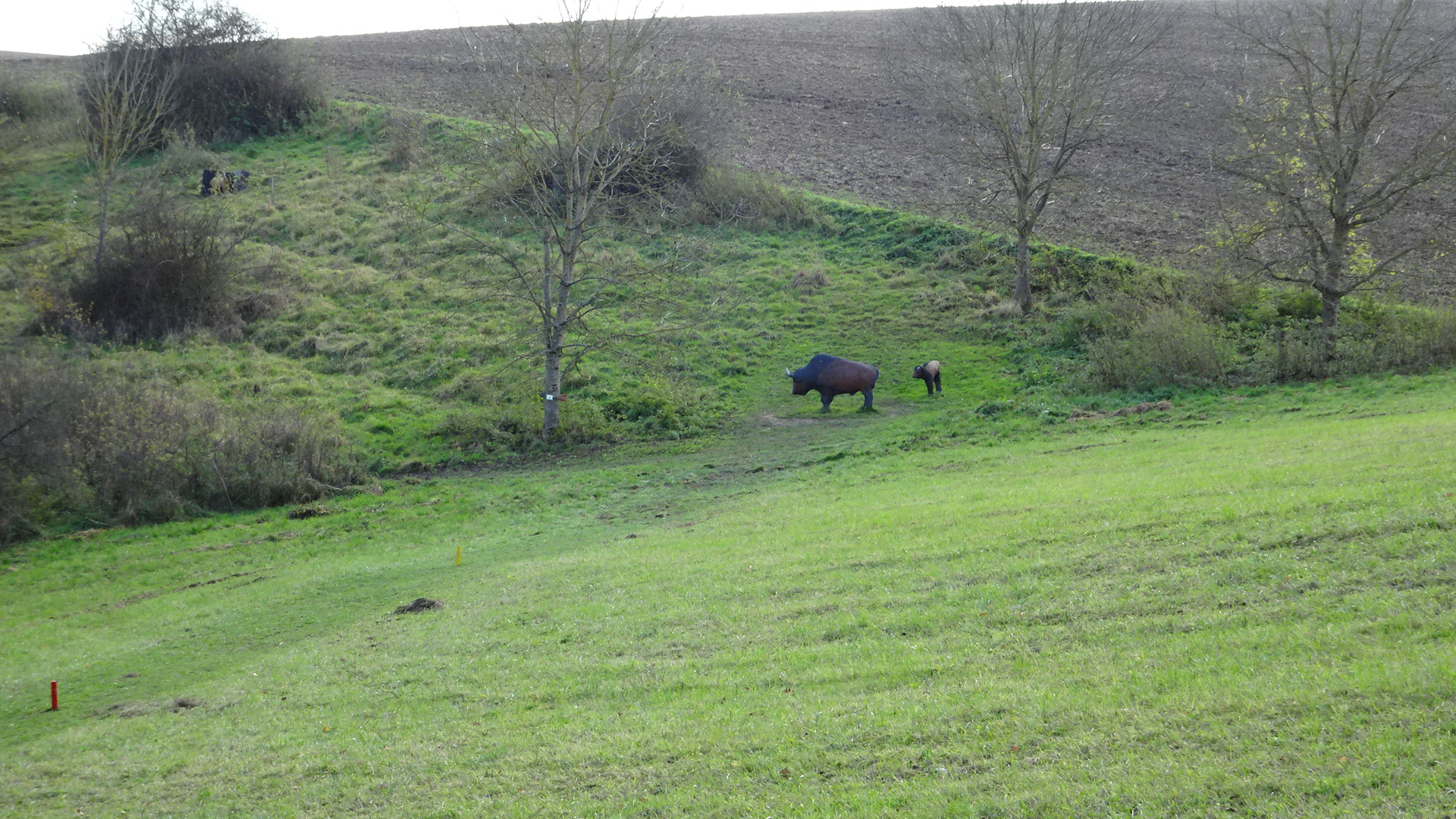
Weitschuss ~70m

## Sicherheit
Der DFBV hat zusammen mit dem DSB Richtlinien zur Anlage eines sicheren Parcours erstellt.